# Pauline von Mallinckrodt
Pauline von Mallinckrodt (Minden, 3 giugno 1817 – Paderborn, 30 aprile 1881) è stata una religiosa tedesca, fondatrice della congregazione delle suore della Carità Cristiana.

## Biografia
Nata da padre evangelico-luterano e madre cattolica, iniziò giovanissima a dedicarsi, in compagnia di un gruppo di collaboratrici, all'assistenza agli orfani, ai malati e ai poveri di Paderborn. Su consiglio dell'arcivescovo di Colonia la compagnia si trasformò in congregazione religiosa e la von Mallinckrodt ne fu la fondatrice.
A causa del Kulturkampf le suore dovettero abbandonare la Germania: la fondatrice si trasferì nelle Americhe e diede un notevole impulso alla diffusione della sua congregazione negli Stati Uniti.
Tornata in Europa, presso la casa madre, si ammalò e morì nel 1881.

## Il culto
La sua causa di canonizzazione venne introdotta nel 1958: dichiarata venerabile nel 1983, è stata proclamata beata da papa Giovanni Paolo II il 14 aprile 1985.
La sua memoria liturgica si celebra il 30 aprile.